# لودینیتسه (ناحیه برنو-تسوونتری)
لودینیتسه (به چکی: Loděnice) یک منطقهٔ مسکونی در جمهوری چک است که در ناحیه برنو-تسوونتری واقع شده‌است. لودینیتسه ۸٫۶۷ کیلومتر مربع مساحت و ۴۸۵ نفر جمعیت دارد.